# Marianne Aatz

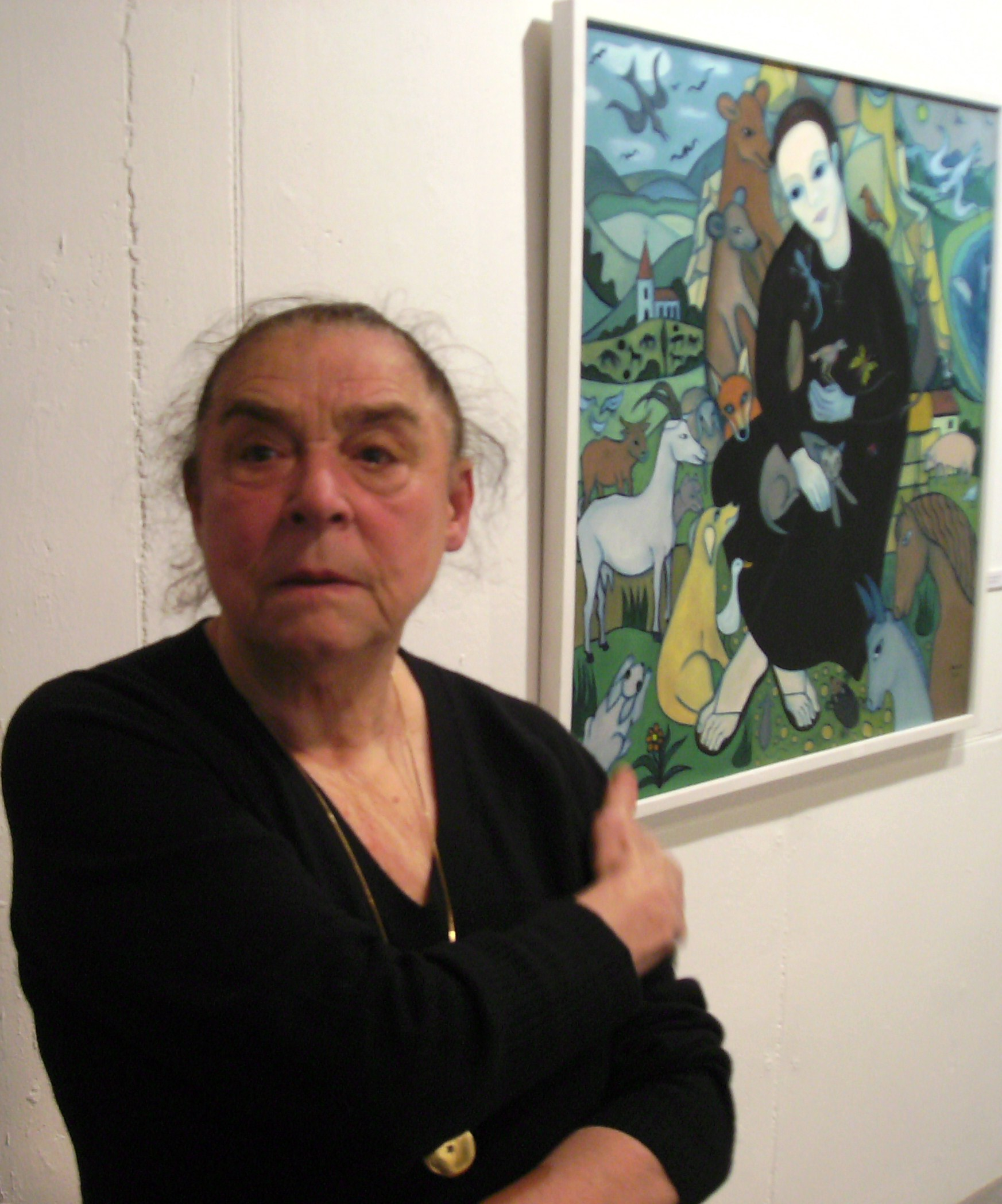
Marianne Aatz (2009)

Marianne Aatz (* 17. März 1929 in Heiligenwald, Saarland als Marianne Klein; † 6. Juli 2024) war eine deutsche Bildende Künstlerin der Moderne.

## Biografie
Marianne Aatz nahm 1946 ein Studium an der im selben Jahr neu gegründeten Schule für Kunst und Handwerk in Saarbrücken auf. Nach dem Fach „Grundlehre“ studierte sie die Fächer „Mode“ in der neu eröffneten Mode-Klasse und „Malerei“; in letzterer stieg sie rasch in die Meisterklasse des Kunstpädagogen Boris Kleint auf. 1949 legte sie erfolgreich ihr Examen ab. Im selben Jahr setzte sie ihre Studien an der Grande Chaumière in Paris im Rahmen eines Jahres-Stipendiums fort; ihre Professoren waren Ossip Zadkine und Fernand Léger. Gleichzeitig studierte sie in den Ateliers des international renommierten Künstlers André Lhote. Danach absolvierte sie, wieder nach Deutschland zurückgekehrt, in Sulzbach eine Ausbildung im Fach „Glasmalerei“. In den 60er Jahren widmete sie sich ihrer jungen Familie und arbeitete kaum noch künstlerisch.
Nach dieser Schaffenspause nahm sie Anfang der 70er Jahre ihre künstlerische Tätigkeit wieder auf. 1979 erhielt sie vom saarländischen Kultusministerium ein Stipendium, das ihr einen Studienaufenthalt in der französischen Stadt Séguret in der Provence ermöglichte. Danach erlebte sie eine intensive Schaffensphase, die bis Ende der 80er Jahre anhielt. Eine langanhaltende Krankheit hielt sie danach bis Ende der 90er Jahre von ihrer künstlerischen Arbeit ab. Seitdem war sie wieder künstlerisch produktiv. Sie war Mitglied im Bundesverband Bildender Künstlerinnen und Künstler.
Marianne Aatz war verheiratet und hatte sechs Kinder. Sie lebte und arbeitete im Ortsteil Oberlöstern der nordsaarländischen Stadt Wadern.

## Werk
Trotz des im Nachkriegsdeutschland angesagten abstrakten und surrealistischen Malstils wandte sich die Künstlerin der gegenständlichen Malerei zu. In der figurativen Kunst, der sie sich bis zum heutigen Tag verbunden fühlt, war Aatz zu Hause. Dies hielt sie jedoch nicht davon ab, im Laufe der Jahre auch abstrakte Stilelemente in ihre Arbeiten einfließen zu lassen. Die meisten Bildmotive nimmt sich Marianne Aatz aus ihren eigenen Erlebniswelten; sie überzieht sie häufig mit Skurrilität und traumhaften Verfremdungen. Die Themen sind sehr vielfältig: Tiere, Menschen, mit Vorliebe Kinder, Landschaften, Stillleben und gegenstandslose Darstellungen. In vielen ihrer Bilder spürt man den Hang zum Mystischen und Märchenhaften. In der ihr eigenen Farb- und Formensprache drücken insbesondere die Gesichter und Haltungen der Personen ihre Besonderheiten und Reize aus.
Einen besonderen Stellenwert in ihrem Werk nimmt die Glasmalerei ein. In den 70er Jahren entwarf sie etwa 40 künstlerisch gestaltete Fenster für Kirchen, öffentliche Gebäude und Privathäuser. Auch die technische Realisierung der Fenster überließ sie keinen Fachunternehmen; sie schweißte die einzelnen Elemente selbst zusammen.

## Einzelausstellungen (Auswahl)
- 1955 Galerie Elitzer (Saarbrücken)
- 1981 Galerie Le Nombre d'or (Metz)
- 1982 Galerie Am Homburg (Saarbrücken)
- 2004 Galerie Stadthalle Merzig
- 2005 Galerie Schloss Dagstuhl (Wadern)
- 2006 Rathaus-Galerie (Neunkirchen); Galerie in der Fellenbergmühle (Merzig)
- 2008 Galerie Schloss Münchweiler (Nunkirchen)
- 2009 Stadtmuseum (St. Wendel)
- 2014 Galerie der Hochschule der Bildenden Künste (HBK) (Saarbrücken)
- 2024 Institut für aktuelle Kunst im Saarland, Schauraum am Laboratorium in Saarlouis

## Arbeiten im Öffentlichen Raum (Auswahl)
- Kirchenfenster in der Neunkircher Herz-Jesu-Kirche
- Kirchenfenster in der Neunkircher St.-Marien-Kirche
- Kirchenfenster in Lautzkirchen
- Kirchenfenster in Alschbach bei Blieskastel
- Kirchenfenster in Niederwürzbach
- Kirchenfenster in Aschbach bei Lebach gemeinsam mit Ferdinand Selgrad
- Fenster in der Landesbank Saar Girozentrale in Saarbrücken
- Fenster im Landratsamt in St. Wendel
- Fenster Im Gewerkschaftshaus in Illingen
- Stelenreihe in der Innenstadt von Saarlouis aus Anlass der 750. Stadtjubiläums
- Fenster in der Deutschen Bank in Neunkirchen und Saarbrücken
- Fenster in der Raiffeisenbank in St. Wendel